# Юен Шъкай
Юен Шъкай (на традиционен китайски: 袁世凱, на опростен китайски: 袁世凯, на пинин: Yuán Shìkǎi) е китайски държавен и военен деец.
Известен е в китайската история като авторитарен политик и военен диктатор, а така също и като президент (1912 – 1915) с широки пълномощия, самопровъзгласил се за император (1915). Водач е на Бейянската армия.

## Биография
Роден е на 16 септември 1859 година в провинция Хънан.
Възглавява реакционните китайски кръгове през Синхайската революция през 1911 година. От 1912 година е първият избран президент на Република Китай. Разгромява революцията и установява военна диктатура от 1914 година.
На 12 декември 1915 г. провъзгласява себе си за император на Китайската империя. Неговите безкрайни репресии, неспособността му да решава належащите държавни проблеми и манията му да преследва опонентите си обръщат всички партии в страната против него. В крайна сметка самопривъзгласилият се император е принуден да се откаже от титлата си.
Юен Шъкай умира от бъбречна недстатъчност на 6 юни 1916 година, оставяйки страната в хаос.